# Anthony Mandréa
Anthony Louis Mandréa (in arabo أنتوني لويس ماندريا‎?; Grasse, 25 dicembre 1996) è un calciatore francese naturalizzato algerino, portiere del Caen e della nazionale algerina.

## Biografia
Nato a Grasse da padre francese e madre algerina.

## Carriera

### Club
Cresciuto nel settore giovanile del Nizza, esordisce in prima squadra il 3 novembre 2013, disputando l'incontro di Ligue 1 perso per 2-1 contro il Bordeaux, sostituendo l'infortunato David Ospina dopo 51 minuti. A 16 anni e 10 mesi era, all'epoca, il più giovane portiere ad aver esordito in Ligue 1. Non trovando spazio in squadra negli anni successivi, nell'estate del 2016 viene ceduto all'Angers, con cui nel settembre 2017 firma un contratto triennale. Il 12 dicembre 2017 ha esordito con la maglia dell'Angers, in un incontro della Coppa di Lega francese contro il Metz, in cui ha mantenuto la porta inviolata.
Nel luglio 2020, dal momento che era il terzo portiere dell'Angers, viene ceduto in prestito allo SO Cholet, formazione militante nel Championnat National, per avere maggior minutaggio. Al termine della stagione, viene premiato come miglior portiere del Championnat National.
Il 23 giugno 2022 viene acquistato a titolo definitivo dal Caen, con cui sottoscrive un contratto biennale.

### Nazionale
Nel 2013 ha giocato una partita con la nazionale francese Under-18 al Tournoi de Limoges. Nel maggio 2022 risponde alla chiamata della nazionale algerina. Il 12 giugno 2022 esordisce con l'Algeria, nell'amichevole vinta per 2-1 contro l'Iran.

## Statistiche

### Presenze e reti nei club
Statistiche aggiornate al 6 agosto 2022.
| Stagione        | Squadra         | Campionato      | Campionato | Campionato | Coppe nazionali | Coppe nazionali | Coppe nazionali | Coppe continentali | Coppe continentali | Coppe continentali | Altre coppe | Altre coppe | Altre coppe | Totale | Totale |
| Stagione        | Squadra         | Comp            | Pres       | Reti       | Comp            | Pres            | Reti            | Comp               | Pres               | Reti               | Comp        | Pres        | Reti        | Pres   | Reti   |
| --------------- | --------------- | --------------- | ---------- | ---------- | --------------- | --------------- | --------------- | ------------------ | ------------------ | ------------------ | ----------- | ----------- | ----------- | ------ | ------ |
| 2013-2014       | Nizza           | L1              | 1          | -1         | CF+CdL          | 0               | 0               | UEL                | 0                  | 0                  |             | -           | -           | 1      | -1     |
| 2014-2015       | Nizza           | L1              | 0          | 0          | CF+CdL          | 0               | 0               |                    | -                  | -                  |             | -           | -           | 0      | 0      |
| 2015-2016       | Nizza           | L1              | 0          | 0          | CF+CdL          | 0               | 0               |                    | -                  | -                  |             | -           | -           | 0      | 0      |
| Totale Nizza    | Totale Nizza    | Totale Nizza    | 1          | -1         |                 | 0               | 0               |                    | 0                  | 0                  |             | -           | -           | 1      | -1     |
| 2016-2017       | Angers          | L1              | 0          | 0          | CF+CdL          | 0               | 0               |                    | -                  | -                  |             | -           | -           | 0      | 0      |
| 2017-2018       | Angers          | L1              | 0          | 0          | CF+CdL          | 0+1             | 0               |                    | -                  | -                  |             | -           | -           | 1      | 0      |
| 2018-2019       | Angers          | L1              | 0          | 0          | CF+CdL          | 0               | 0               |                    | -                  | -                  |             | -           | -           | 0      | 0      |
| 2019-2020       | Angers          | L1              | 0          | 0          | CF+CdL          | 0               | 0               |                    | -                  | -                  |             | -           | -           | 0      | 0      |
| 2020-2021       | SO Cholet       | N               | 32         | -42        |                 | -               | -               |                    | -                  | -                  |             | -           | -           | 32     | -42    |
| 2021-2022       | Angers          | L1              | 10         | -14        | CF              | 0               | 0               |                    | -                  | -                  |             | -           | -           | 10     | -14    |
| Totale Angers   | Totale Angers   | Totale Angers   | 10         | -14        |                 | 1               | 0               |                    | -                  | -                  |             | -           | -           | 11     | -14    |
| 2022-2023       | Caen            | L2              | 1          | 0          | CF              | 0               | 0               |                    | -                  | -                  |             | -           | -           | 1      | 0      |
| Totale carriera | Totale carriera | Totale carriera | 44         | -57        |                 | 1               | 0               |                    | 0                  | 0                  |             | -           | -           | 45     | -57    |

### Cronologia presenze e reti in nazionale
| Cronologia completa delle presenze e delle reti in nazionale ― Algeria | Cronologia completa delle presenze e delle reti in nazionale ― Algeria | Cronologia completa delle presenze e delle reti in nazionale ― Algeria | Cronologia completa delle presenze e delle reti in nazionale ― Algeria | Cronologia completa delle presenze e delle reti in nazionale ― Algeria | Cronologia completa delle presenze e delle reti in nazionale ― Algeria | Cronologia completa delle presenze e delle reti in nazionale ― Algeria | Cronologia completa delle presenze e delle reti in nazionale ― Algeria |
| Data                                                                   | Città                                                                  | In casa                                                                | Risultato                                                              | Ospiti                                                                 | Competizione                                                           | Reti                                                                   | Note                                                                   |
| ---------------------------------------------------------------------- | ---------------------------------------------------------------------- | ---------------------------------------------------------------------- | ---------------------------------------------------------------------- | ---------------------------------------------------------------------- | ---------------------------------------------------------------------- | ---------------------------------------------------------------------- | ---------------------------------------------------------------------- |
| 12-6-2022                                                              | Doha                                                                   | Iran                                                                   | 1 – 2                                                                  | Algeria                                                                | Amichevole                                                             | -1                                                                     |                                                                        |
| 16-11-2022                                                             | Bir El Djir                                                            | Algeria                                                                | 1 – 1                                                                  | Mali                                                                   | Amichevole                                                             | -1                                                                     |                                                                        |
| 23-3-2023                                                              | Algeri                                                                 | Algeria                                                                | 2 – 1                                                                  | Niger                                                                  | Qual. Coppa d'Africa 2023                                              | -1                                                                     |                                                                        |
| 18-6-2023                                                              | Douala                                                                 | Uganda                                                                 | 1 – 2                                                                  | Algeria                                                                | Qual. Coppa d'Africa 2023                                              | -1                                                                     |                                                                        |
| 7-9-2023                                                               | Annaba                                                                 | Algeria                                                                | 0 – 0                                                                  | Tanzania                                                               | Qual. Coppa d'Africa 2023                                              | -                                                                      |                                                                        |
| 12-9-2023                                                              | Dakar                                                                  | Senegal                                                                | 0 – 1                                                                  | Algeria                                                                | Amichevole                                                             | -                                                                      |                                                                        |
| 12-10-2023                                                             | Costantina                                                             | Algeria                                                                | 5 – 1                                                                  | Capo Verde                                                             | Amichevole                                                             | -1                                                                     |                                                                        |
| 16-10-2023                                                             | al-ʿAyn                                                                | Egitto                                                                 | 1 – 1                                                                  | Algeria                                                                | Amichevole                                                             | -1                                                                     |                                                                        |
| 16-11-2023                                                             | Baraki                                                                 | Algeria                                                                | 3 – 1                                                                  | Somalia                                                                | Qual. Mondiali 2026                                                    | -1                                                                     |                                                                        |
| 19-11-2023                                                             | Maputo                                                                 | Mozambico                                                              | 0 – 2                                                                  | Algeria                                                                | Qual. Mondiali 2026                                                    | -                                                                      |                                                                        |
| 5-1-2024                                                               | Lomé                                                                   | Togo                                                                   | 0 – 3                                                                  | Algeria                                                                | Amichevole                                                             | -                                                                      |                                                                        |
| 9-1-2024                                                               | Lomé                                                                   | Burundi                                                                | 0 – 4                                                                  | Algeria                                                                | Amichevole                                                             | -                                                                      |                                                                        |
| 15-1-2024                                                              | Bouaké                                                                 | Algeria                                                                | 1 – 1                                                                  | Angola                                                                 | Coppa d'Africa 2023 - 1º turno                                         | -1                                                                     |                                                                        |
| 20-1-2024                                                              | Bouaké                                                                 | Algeria                                                                | 2 – 2                                                                  | Burkina Faso                                                           | Coppa d'Africa 2023 - 1º turno                                         | -2                                                                     |                                                                        |
| 23-1-2024                                                              | Bouaké                                                                 | Mauritania                                                             | 1 – 0                                                                  | Algeria                                                                | Coppa d'Africa 2023 - 1º turno                                         | -1                                                                     |                                                                        |
| 22-3-2024                                                              | Baraki                                                                 | Algeria                                                                | 3 – 2                                                                  | Bolivia                                                                | Amichevole                                                             | -2                                                                     |                                                                        |
| 6-6-2024                                                               | Baraki                                                                 | Algeria                                                                | 1 – 2                                                                  | Guinea                                                                 | Qual. Mondiali 2026                                                    | -2                                                                     |                                                                        |
| 10-6-2024                                                              | Kampala                                                                | Uganda                                                                 | 1 – 2                                                                  | Algeria                                                                | Qual. Mondiali 2026                                                    | -1                                                                     |                                                                        |
| 5-9-2024                                                               | Orano                                                                  | Algeria                                                                | 2 – 0                                                                  | Guinea Equatoriale                                                     | Qual. Coppa d'Africa 2025                                              | -                                                                      | 89’                                                                    |
| 10-9-2024                                                              | Monrovia                                                               | Liberia                                                                | 0 – 3                                                                  | Algeria                                                                | Qual. Coppa d'Africa 2025                                              | -                                                                      |                                                                        |
| 10-6-2025                                                              | Solna                                                                  | Svezia                                                                 | 4 – 3                                                                  | Algeria                                                                | Amichevole                                                             | -4                                                                     |                                                                        |
| Totale                                                                 |                                                                        | Presenze                                                               | 21                                                                     |                                                                        | Reti                                                                   | -20                                                                    |                                                                        |